# شاش داران (للر وكتك)
شاش داران (بالإنجليزية: Shash Daran)‏ هي منطقة سكنية تقع في إيران في قسم للر وكتك الريفي.